# 370068 Chrisholmberg
370068 Chrisholmberg este o planetă minoră (asteroid) din centura de asteroizi. A fost descoperită pe 21 martie 2001 la Observatorul Național Kitt Peak de . 
Obiectul prezintă o orbită caracterizată de o semiaxă mare de 2,9703190986421 UAi, o excentricitate de 0,0056834370330417, o înclinație de 9,4084237323134 ° în raport cu ecliptica.